# Roman Šebrle
Roman Šebrle (né le 26 novembre 1974 à Lanškroun) est un athlète tchèque, spécialiste des épreuves combinées. Champion olympique, triple champion du monde (une fois en plein air et deux fois en salle) et quintuple champion d'Europe (deux fois en plein air et trois fois en salle), il est l'ancien détenteur du record du monde avec 9 026 points, performance réalisée le 27 mai 2001 lors du meeting de Götzis et battue le 23 juin 2012 par l'Américain Ashton Eaton (9 039 points), puis le 16 septembre 2018 par le français Kevin Mayer (9126 points).

## Biographie
Après avoir longtemps pratiqué le football, Šebrle commence le décathlon à 18 ans et devient rapidement un sportif complet. Il connait toutefois une grosse déception aux Jeux olympiques d'été de 2000 lorsque Erki Nool le bat de 35 points, et ce après une décision litigieuse des commissaires qui ont autorisé celui-ci à lancer le disque une fois de plus malgré ses trois jets précédents jugés nuls.
Le 27 mai 2001, lors du meeting de Götzis, il réalise un total 9 026 pts et améliore de 30 pts le record du monde du décathlon de son compatriote Tomáš Dvořák, devenant au passage le premier athlète à franchir la barre des 9 000 pts.
Il remporte ensuite le championnat d'Europe 2002, mais il ne prend que la médaille d'argent lors des Championnats du monde 2003, battu par l'américain Tom Pappas.
Il s'adjuge enfin le titre olympique lors des Jeux de 2004 à Athènes, ne prenant la tête du concours que lors de l'avant-dernière épreuve (le javelot).
En janvier 2007, alors qu'il effectue un stage d'entraînement en Afrique du Sud, il est blessé à l'épaule par un javelot. Cette blessure, qui lui vaut la pose de onze points de suture, ne l'empêche toutefois pas de se préparer pour une autre compétition importante, les championnats du monde, seul titre majeur qui manque encore à son palmarès. Lors de ces mondiaux 2007 d'Osaka, il prend une nouvelle fois la tête du concours lors de l'avant-dernière épreuve du décathlon, grâce à un formidable lancer du javelot (71,18 mètres, ce qui constitue son record personnel), dépossédant ainsi le Jamaïcain Maurice Smith qui finira deuxième.
Le 21 juin 2013, il annonce mettre fin à sa carrière en raison de douleurs récurrentes au talon,.

## Palmarès
| Date | Compétition                           | Lieu                                  | Résultat | Épreuve    | Points | Record |
| ---- | ------------------------------------- | ------------------------------------- | -------- | ---------- | ------ | ------ |
| 1997 | Championnats du monde                 | Athènes                               | 9e       | Décathlon  | 8 232  |        |
| 1997 | Universiade                           | Catania                               | 1er      | Décathlon  | 8 380  |        |
| 1998 | Championnats d'Europe                 | Budapest                              | 6e       | Décathlon  | 8 477  |        |
| 1998 | Coupe du monde des épreuves combinées | Coupe du monde des épreuves combinées | 3e       | Décathlon  | 25 604 |        |
| 1999 | Championnats du monde en salle        | Maebashi                              | 3e       | Heptathlon | 6 319  |        |
| 1999 | Décastar                              | Talence                               | 3e       | Décathlon  | 8 231  |        |
| 1999 | Coupe du monde des épreuves combinées | Coupe du monde des épreuves combinées | 2e       | Décathlon  | 25 184 |        |
| 2000 | Championnats d'Europe en salle        | Gand                                  | 2e       | Heptathlon | 6 271  |        |
| 2000 | Hypo-Meeting                          | Götzis                                | 2e       | Décathlon  | 8 757  |        |
| 2000 | Jeux olympiques                       | Sydney                                | 2e       | Décathlon  | 8 606  |        |
| 2000 | Coupe du monde des épreuves combinées | Coupe du monde des épreuves combinées | 3e       | Décathlon  | 25 591 |        |
| 2001 | Championnats du monde en salle        | Lisbonne                              | 1er      | Heptathlon | 6 420  |        |
| 2001 | Hypo-Meeting                          | Götzis                                | 1er      | Décathlon  | 9 026  |        |
| 2001 | Championnats du monde                 | Edmonton                              | 10e      | Décathlon  | 8 174  |        |
| 2002 | Championnats d'Europe en salle        | Vienne                                | 1er      | Heptathlon | 6 280  |        |
| 2002 | Hypo-Meeting                          | Götzis                                | 1er      | Décathlon  | 8 800  |        |
| 2002 | Championnats d'Europe                 | Munich                                | 1er      | Décathlon  | 8 800  |        |
| 2002 | Décastar                              | Talence                               | 2e       | Décathlon  | 8 417  |        |
| 2003 | Championnats du monde en salle        | Birmingham                            | 3e       | Heptathlon | 6 196  |        |
| 2003 | Hypo-Meeting                          | Götzis                                | 1er      | Décathlon  | 8 807  |        |
| 2003 | Championnats du monde                 | Paris                                 | 2e       | Décathlon  | 8 634  |        |
| 2003 | Coupe du monde des épreuves combinées | Coupe du monde des épreuves combinées | 2e       | Décathlon  | 26 047 |        |
| 2004 | Championnats du monde en salle        | Budapest                              | 1er      | Heptathlon | 6 438  | AR     |
| 2004 | Hypo-Meeting                          | Götzis                                | 1er      | Décathlon  | 8 842  |        |
| 2004 | Jeux olympiques                       | Athènes                               | 1er      | Décathlon  | 8 893  | OR     |
| 2004 | Décastar                              | Talence                               | 1er      | Décathlon  | 8 217  |        |
| 2004 | Coupe du monde des épreuves combinées | Coupe du monde des épreuves combinées | 1er      | Décathlon  | 25 952 |        |
| 2005 | Championnats d'Europe en salle        | Madrid                                | 1er      | Heptathlon | 6 232  |        |
| 2005 | Hypo-Meeting                          | Götzis                                | 1er      | Décathlon  | 8 534  |        |
| 2005 | Championnats du monde                 | Helsinki                              | 2e       | Décathlon  | 8521   |        |
| 2005 | Décastar                              | Talence                               | 1er      | Décathlon  | 8 326  |        |
| 2005 | Coupe du monde des épreuves combinées | Coupe du monde des épreuves combinées | 1er      | Décathlon  | 25 381 |        |
| 2006 | Championnats du monde en salle        | Moscou                                | 3e       | Heptathlon | 6 161  |        |
| 2006 | Championnats d'Europe                 | Göteborg                              | 1er      | Décathlon  | 8 526  |        |
| 2006 | Décastar                              | Talence                               | 3e       | Décathlon  | 8 170  |        |
| 2006 | Coupe du monde des épreuves combinées | Coupe du monde des épreuves combinées | 2e       | Décathlon  | 25 029 |        |
| 2007 | Championnats d'Europe en salle        | Birmingham                            | 1er      | Heptathlon | 6 196  |        |
| 2007 | Hypo-Meeting                          | Götzis                                | 2e       | Décathlon  | 8 518  |        |
| 2007 | TNT - Fortuna Meeting                 | Kladno                                | 1er      | Décathlon  | 8 697  |        |
| 2007 | Championnats du monde                 | Osaka                                 | 1er      | Décathlon  | 8 676  |        |
| 2007 | Coupe du monde des épreuves combinées | Coupe du monde des épreuves combinées | 1er      | Décathlon  | 25 261 |        |
| 2008 | TNT - Fortuna Meeting                 | Kladno                                | 2e       | Décathlon  | 8 076  |        |
| 2008 | Jeux olympiques                       | Pékin                                 | 5e       | Décathlon  | 8 241  |        |
| 2009 | Championnats d'Europe en salle        | Turin                                 | 3e       | Heptathlon | 6 142  |        |
| 2009 | TNT - Fortuna Meeting                 | Kladno                                | 2e       | Décathlon  | 8 058  |        |
| 2009 | Championnats du monde                 | Berlin                                | 10e      | Décathlon  | 8 266  |        |
| 2010 | Championnats du monde en salle        | Doha                                  | 5e       | Heptathlon | 6 024  |        |
| 2011 | Championnats d'Europe en salle        | Paris                                 | 3e       | Heptathlon | 6 178  |        |
| 2011 | Championnats du monde                 | Daegu                                 | 14e      | Décathlon  | 8 069  |        |
| 2012 | TNT - Fortuna Meeting                 | Kladno                                | 2e       | Décathlon  | 8 097  |        |
| 2012 | Championnats d'Europe                 | Helsinki                              | 6e       | Décathlon  | 8 052  |        |
| 2012 | Jeux olympiques                       | Londres                               | —        | Décathlon  | DNF    |        |

## Records

### Records personnels
| Épreuve          | Performance   | Points | Lieu    | Date                    |
| ---------------- | ------------- | ------ | ------- | ----------------------- |
| 100 m            | 10 s 64       | 942    | Götzis  | 3 juin 2000 26 mai 2001 |
| Longueur         | 8,11 m        | 1089   | Götzis  | 26 mai 2001             |
| Poids            | 16,47 m       | 880    | Kladno  | 19 juin 2007            |
| Hauteur          | 2,15 m        | 944    | Götzis  | 3 juin 2000             |
| 400 m            | 47 s 76       | 921    | Götzis  | 29 mai 1999             |
| 110 mètres haies | 13 s 79       | 1002   | Ostrava | 27 juin 1999            |
| Disque           | 49,46 m       | 859    | Prague  | 24 mai 2009             |
| Perche           | 5,20 m        | 972    | Turnov  | 19 mai 2003             |
| Javelot          | 71,18 m       | 907    | Osaka   | 1er septembre 2007      |
| 1 500 m          | 4 min 21 s 98 | 798    | Götzis  | 27 mai 2001             |
| Décathlon        | 9 026 pts     |        | Götzis  | 27 mai 2001             |

| Épreuve      | Performance   | Lieu     | Date                            |
| ------------ | ------------- | -------- | ------------------------------- |
| 60 m         | 6 s 91        | Tallinn  | 6 février 1999                  |
| Longueur     | 7,97 m        | Tallinn  | 29 janvier 2000                 |
| Poids        | 16,28 m       | Budapest | 6 mars 2004                     |
| Hauteur      | 2,13 m        | Tallinn  | 6 février 1999                  |
| 60 m haies   | 7 s 84        | Prague   | 12 février 2000 21 février 2004 |
| Perche       | 5,05 m        | Tallinn  | 8 février 2004                  |
| 1 000 mètres | 2 min 37 s 86 | Lisbonne | 11 mars 2001                    |
| Heptathlon   | 6 438 pts     | Budapest | 7 mars 2004                     |

### Record du monde

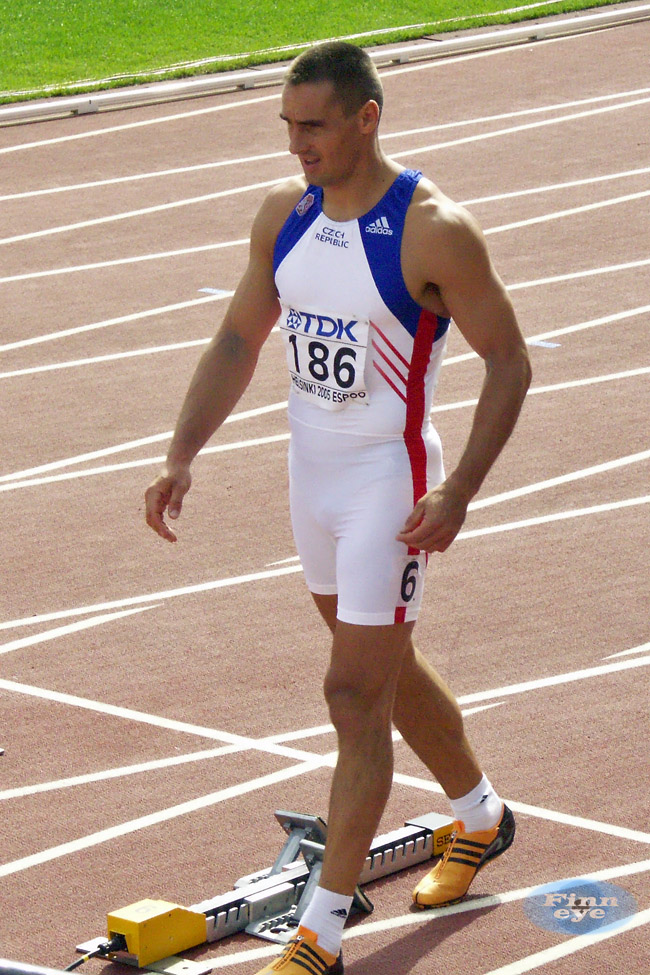
Roman Šebrle aux Championnats du monde 2005

- Record du monde du décathlon avec 9 026 points, performance réalisée en 2001 au meeting de Götzis en Autriche.

| Épreuves          | Performance   | Points | Cumul des points |
| 100 m             | 10 s 64       | 942    | 942              |
| Saut en longueur  | 8.11 m        | 1089   | 2031             |
| Lancer du poids   | 15,33 m       | 810    | 2841             |
| Saut en hauteur   | 2,12 m        | 915    | 3756             |
| 400 m             | 47 s 79       | 919    | 4675             |
| 110 m haies       | 13 s 92       | 985    | 5660             |
| Lancer du disque  | 47,92 m       | 827    | 6487             |
| Saut à la perche  | 4,80 m        | 849    | 7336             |
| Lancer du javelot | 70,16 m       | 892    | 8228             |
| 1 500 m           | 4 min 21 s 98 | 798    | 9026             |

## Vie privée
Il est marié à une ancienne athlète, spécialiste du 800 m Eva Kasalova.